# Priorat de Carennac

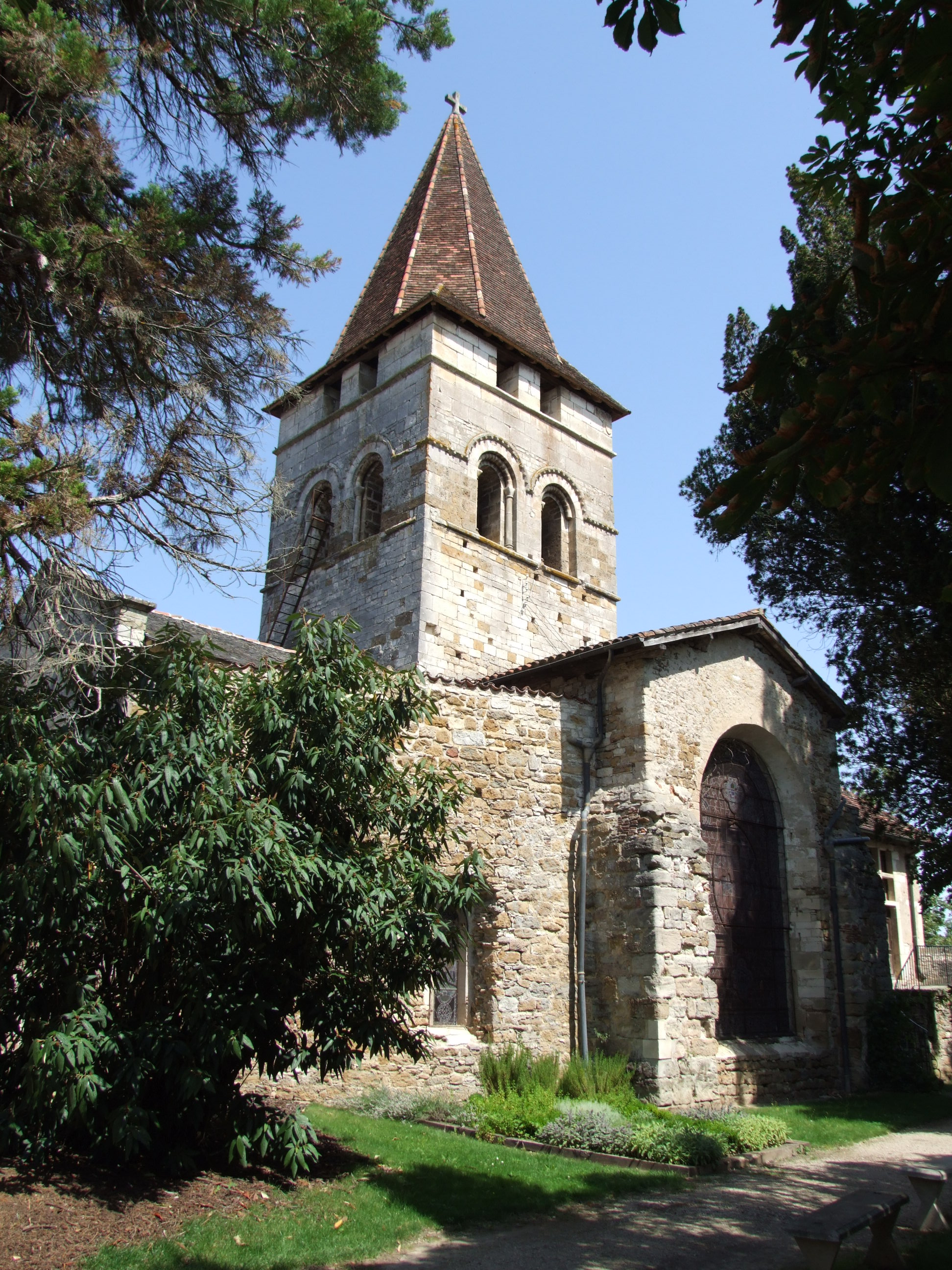
Saint-Pierre de Carennac

El priorat cluniacenc de Saint-Pierre de Carennac està situat al municipi francès de Carennac, situat al departament d'Òlt (Migdia-Pirineus). Comprèn un conjunt arquitectònic format pels edificis pròpiament monàstics i el castell de l'època en què va convertir-se en deganat. Inicialment era dedicat a sant Sadurní (Saint-Saturnin de Carenac). L'església i claustre foren declarats Monument Històric el 1893 i el castell el 1938.

## Història

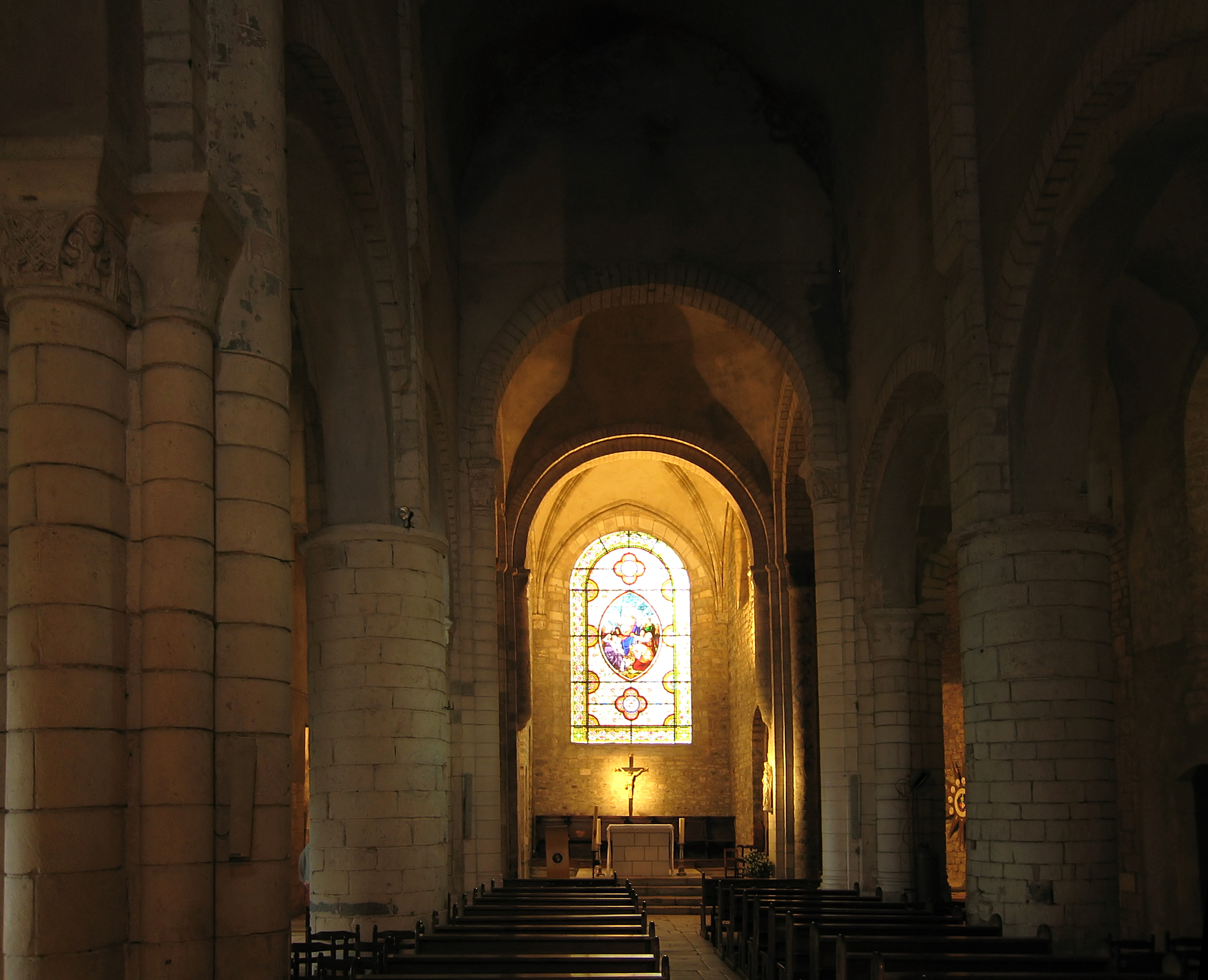
Nau central de l'església

La primera notícia documental del priorat apareix el 932, quan l'església de Saint-Saturnin de Carenac és donada a l'abadia de Beaulieu-sur-Dordogne. Més d'un segle després pertanyia al bisbe de Caors i el seu germà, el baró de Gramat, que en 1047 o 1048 la van donar a sant Odiló, abat de Cluny que en va fer un priorat depenent de la gran abadia, canviant la seva antiga advocació per la de sant Pere, anomenant-se Saint-Pierre de Carennac. Al segle xi va començar la construcció de l'església i al segle següent s'hi va afegir el nàrtex, amb el seu esplèndid timpà.
El 1295 el papa Bonifaci VIII autoritzà la conversió de diversos priorats cluniacencs en deganats (el que ara serien arxiprestats), autorització que fou confirmada pel papa Climent V en 1311. El 1360, a causa de la guerra dels Cent Anys una part del claustre i les construccions monàstiques van quedar destruïdes. Al segle xv el degà Jean Dubreuilh (1478-1507) va impulsar la reconstrucció del claustre. Més endavant, sota el deganat d'Alain de Ferrières (1528-1554), començà la construcció del castell dels Doyens i es van afegir les cinc capelles laterals a l'església. A partir del 1516 la casa havia passat a estar dirigida per degans (o priors) comendataris. Al segle xviii va entrar en decadència i el seguiment de la regla benedictina es va relaxar. Fou suprimit el 1787 amb una comunitat de, només, quatre membres. Amb la revolució és venut. La importància artística que es va donar al grup de l'Enterrament de Crist va evitar que fos subhastat. El 1806 es va poder retornar el culte, després vindrà la declaració de Monument Històric i la seva restauració.

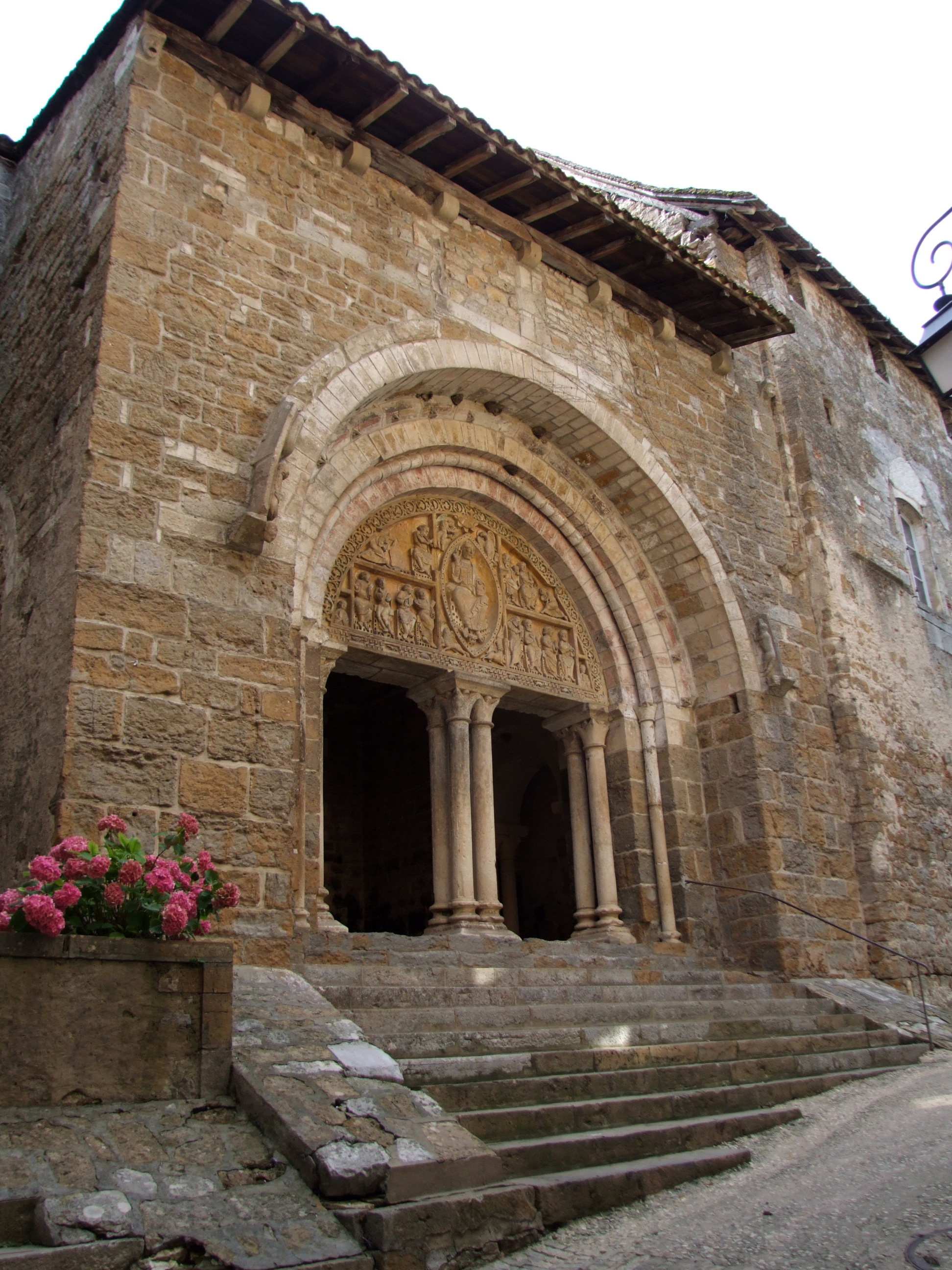
Portada

## L'església
L'església del priorat és un antic edifici del segle xi, de tres naus i tres absis, el central quadrat i els laterals semicirculars i encarats amb les naus laterals. El lateral nord té unes capelles laterals afegides. El campanar és de base quadrada. Al segle xii s'hi va afegir un nàrtex amb una portada de mig punt, al timpà de la qual hi ha un bell relleu centrat per un pantocràtor dins una màndorla. Aquest timpà de grans dimensions està suportat per columnes dobles als extrems i un grup de quadre al centre. El pantocràtor central està envoltat pels símbols dels quatre evangelistes, als costat es troben els dotze apòstols disposats en dos registres superposats a cada costat i acompanyats d'àngels. La sanefa que l'envolta té decoració vegetal, amb petits animalons.

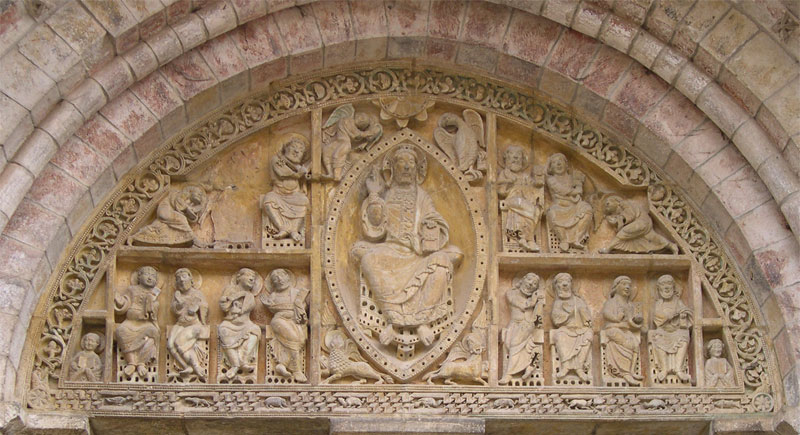
Timpà centrat pel pantocràtor

## El claustre
Té una part romànica, amb capitells dobles i molt senzills i una part, més gran, gòtica, amb finestrals que han perdut les seves traceries. Curiosament, en un racó del pati hi ha una escala de cargol que porta al pis superior. Encara es conserva l'antiga sala capitular on ara es conserven diversos elements artístics del priorat:

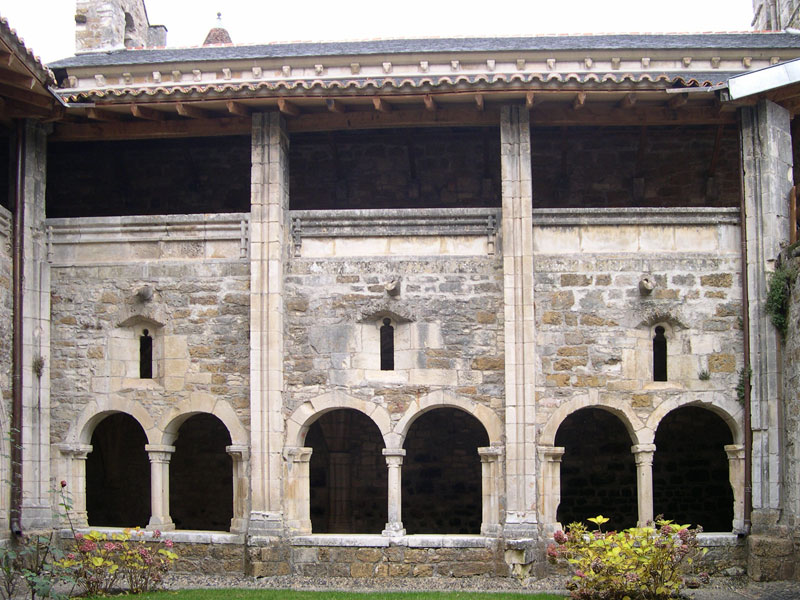
Claustre romànic
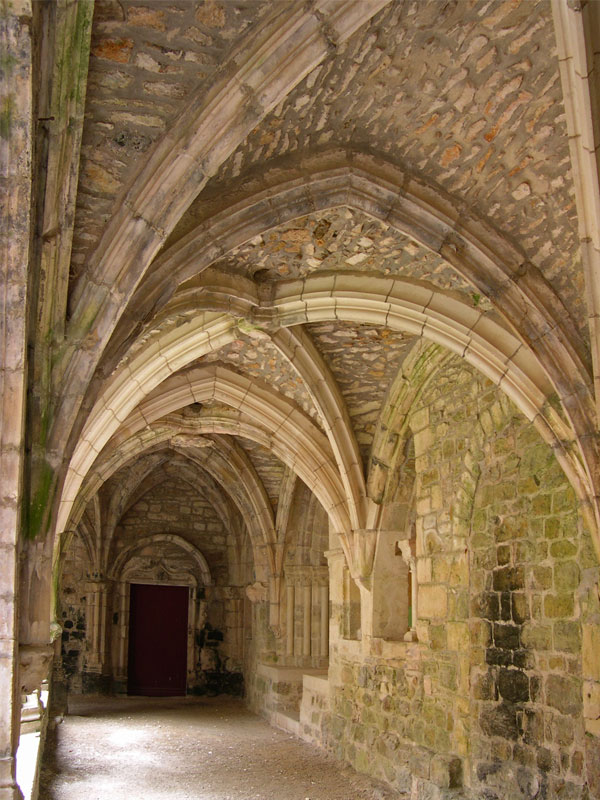
Galeria del claustre
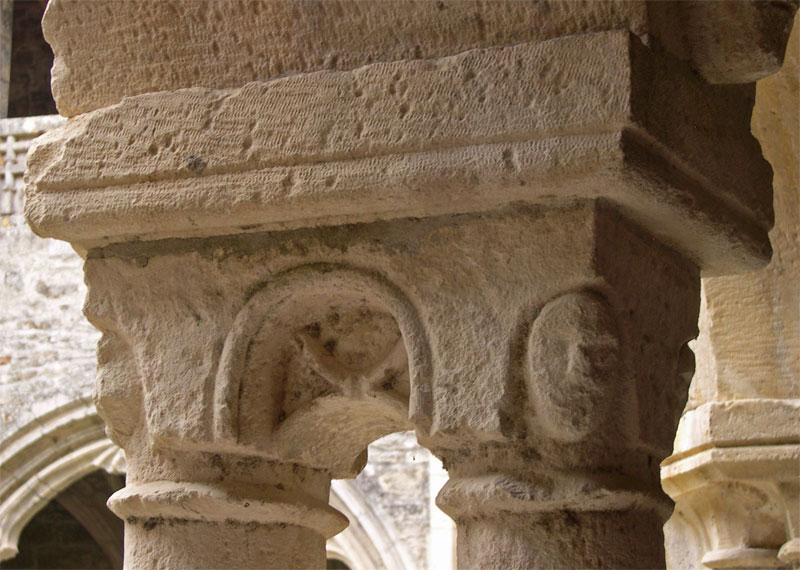
Capitells del claustre
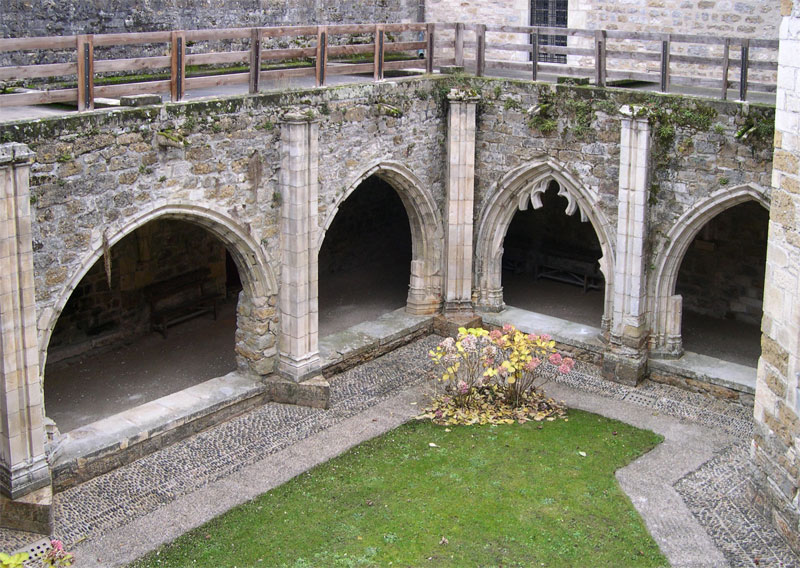
Galeria gòtica

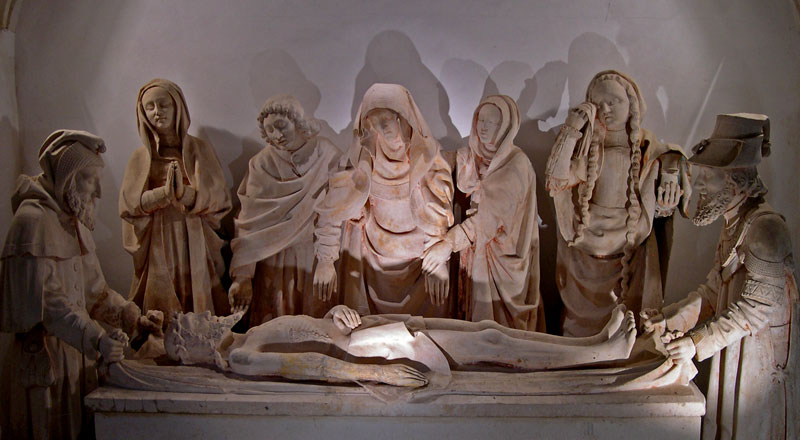
Enterrament de Crist

- Enterrament de Crist. Es tracta d'un conjunt de figures esculpides en pedra, de mida natural i que representen l'escena de l'enterrament de Crist. El grup està centrat per un Crist jacent sobre una tela aguantada als extrems per Sant Nicodem i Josep d'Arimatea, que es troben de perfil. Al fons, darrere el cos de Crist i de cara hi ha els cinc personatges restants: les Tres Maries amb sant Joan Evangelista i la Mare de Déu, d'esquerra a dreta: Maria Salomé, Sant Joan, la Mare de Déu, Maria (mare de sant Jaume el Menor) i Maria Magdalena. Aquesta valuosa peça és del segle xv i abans estava situada a l'interior de l'església.
- Relleu amb escenes de la Vida de Crist. Una peça amb diversos compartiments amb escenes de la vida i Passió de Crist. També és del segle xv.

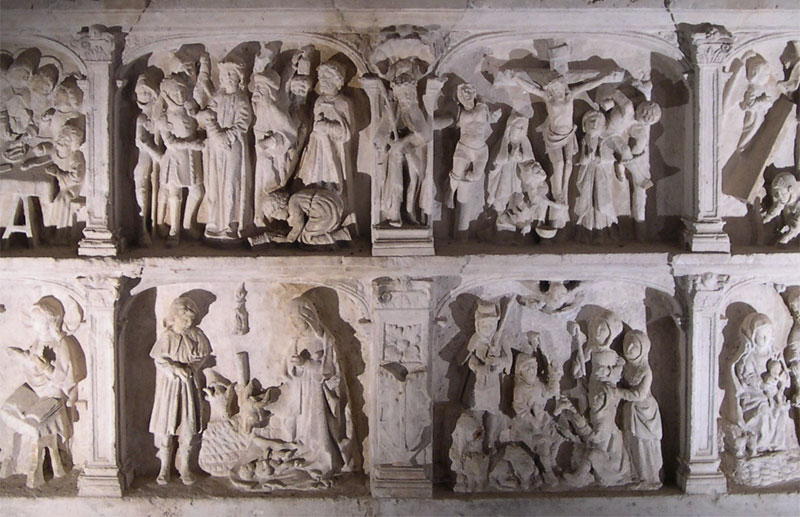
Relleu de la Vida de Crist

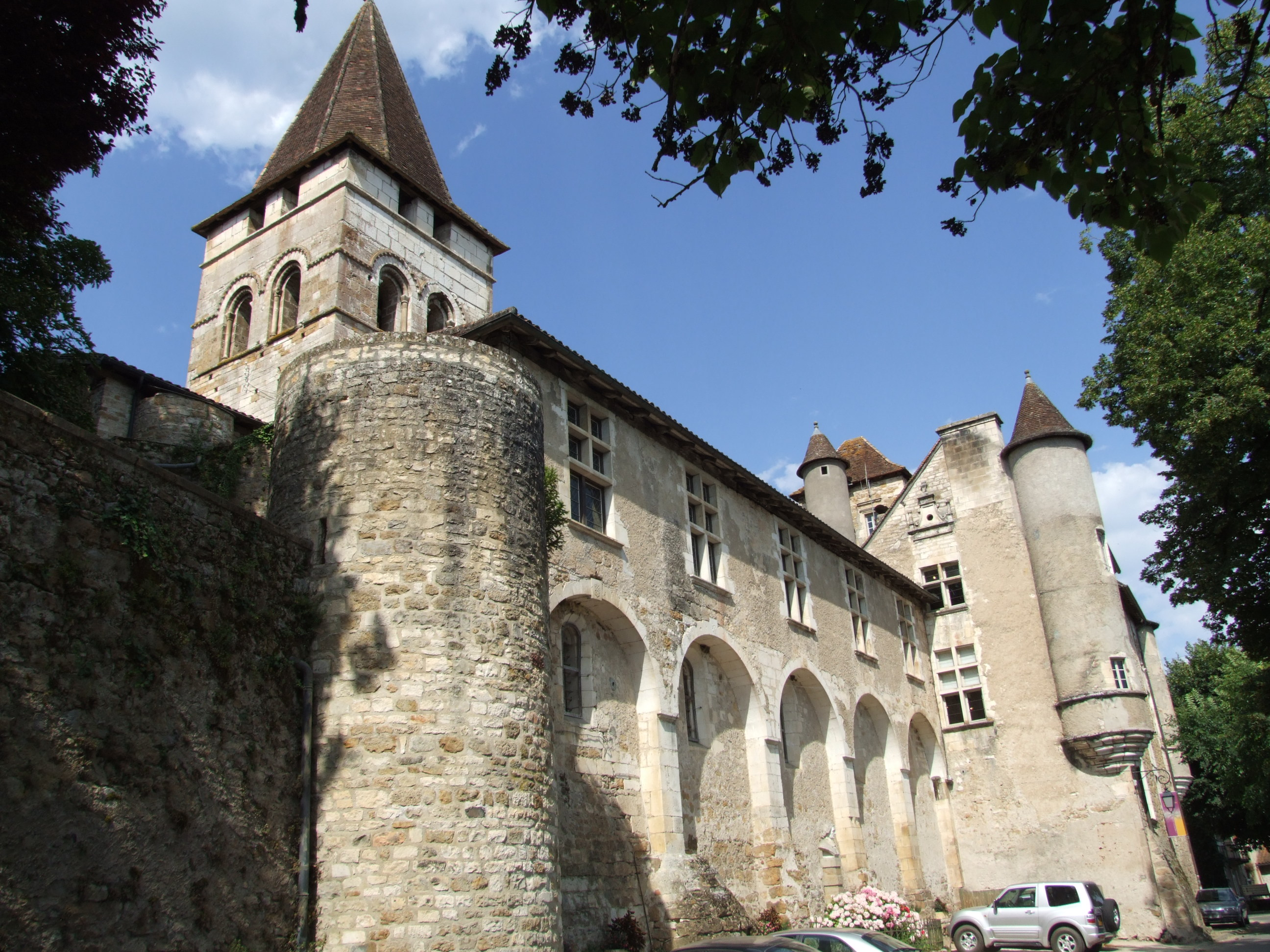
El castell

## Castell dels Doyens
Aquest castell-palau era la residència dels degans del priorat. Es tracta d'un edifici del segle xvi, a l'interior del qual encara es conserven, tot i l'abandó que va patir, els sostres decorats.